# Vandpolo
Vandpolo er en holdsport, der foregår i vand. Der er syv spillere på hvert hold, heraf en målmand. I hver ende af bassinet er der et vandpolomål, der ligner et håndboldmål. Spillet går ud på at score så mange mål som muligt, på det modsatte holds mål.
I Danmark hører vandpolo under Dansk Svømmeunion, internationalt ligger vandpolo i FINA.

## Historie
Vandpolo er opstået sideløbende i USA og England. Sporten har fået sit navn fra den tidlige amerikanske variant, hvor man sad på tønder, og slog til bolden med en stav som i almindelig polo.
I England opstod spillet som en version af rugby i vand i midten af 1800-tallet, men udviklede sig hurtigt til et håndboldlignende spil, og det er denne engelske version vi kender i dag, og som har været på OL-programmet siden 1900. Vandpolo var dog ikke med ved mellemlegene i 1906. Danmark har aldrig deltaget i vandpolo ved OL. Vandpolo spilles i mange danske haller, dog oftest på motionsplan. Fyn har i mange år siddet solidt på tronen i Dansk Vandpolo i kraft af Svømmeklubben Frem og deres vandpoloafdeling. 

## De nuværende tophold i Europæisk og verdens bedste lands- og klubhold
Klubhold – De bedste klubhold kommer fra Spanien, Italien og Ungarn.
Landshold – De nuværende verdens-, europa mestre er Serbien. Derefter kommer Ungarn, Spanien, Italien, Kroatien, Rusland, Grækenland. 

## Regler
Vandpolo minder i opbygning meget om håndbold hvor to hold spiller mod hinanden, og det gælder om at få bolden i modstanderens mål. Hvert hold består af en målmand og seks markspillere. 
En kamp består af fire perioder af 8 min. effektiv spilletid. Der er to min. pause mellem 1. og 2. samt mellem 3 og 4 periode. Mellem 2. og 3. periode er der 5 minutters pause.
Spillet sættes i gang med en sprint, hvor hvert hold starter ved sin egen mållinje. På dommerens signal svømmer spillerne efter bolden der flyder i midten af bassinet. 
Et angreb må max. varer 30 sek. hvorefter der skal afsluttes. Der dømmes offside, hvis en spiller svømmer ind i to m zonen uden at bolden er foran spilleren.
Det er ikke tilladt at holde bolden med begge hænder, holde bolden under vand eller angribe spillere der ikke har bolden, hvilket udløser frikast til det modsatte hold. Ved særligt grove eller forsætlige fejl gives der personlig fejl og udvisning i 20 sek. Ved tre personlige fejl må spilleren ikke deltage i kampen mere. 
Holdene spiller med en stopper, en 2-meter, to backs og to vinger på hvert hold.

## Udstyr
I herrernes kampe skal banen være 30 m lang og 20 m bred og bassinet skal min. være 1,80 m dybt. For damerne er målene 25 m lang og 17 m bred. Foran hvert mål er der en zone på to meter som kaldes offsidezonen.
Målene er tre m brede og 0.9 m høje, de er over vandet. Bolden er ca. 70 cm i omkreds og vejer ca. 400 g.
Holdene har enten hvide eller blå hjelme på for at kunne kende forskel på hinanden. I hjelmene er indbygget et plastikskjold hen over ørerne, så de ikke beskadiges hvis man rammes i hovedet med bolden.

## Danske mestre

### Mænd
- 1919: Poloklubben 1908 København
- 1920:	Poloklubben 1908 København
- 1921:	GSF Hermes København
- 1922:	Poloklubben 1908 København
- 1923:	Poloklubben 1908 København
- 1924:	Poloklubben 1908 København
- 1925:	Poloklubben 1908 København
- 1926:	Poloklubben 1908 København
- 1927:	Poloklubben 1908 København
- 1928:	Poloklubben 1908 København
- 1929:	GSF Hermes København
- 1930:	GSF Hermes København
- 1931:	GSF Hermes København
- 1932:	IF Sparta København
- 1933:	IF Sparta København
- 1934:	GSF Hermes København
- 1935:	Poloklubben 1908 København
- 1936:	SK Triton Ballerup København
- 1937:	SK Triton Ballerup København
- 1938:	SK Triton Ballerup København
- 1939:	SK Triton Ballerup København
- 1940:	SK Triton Ballerup København
- 1941:	SK Triton Ballerup København
- 1942:	SK Triton Ballerup København
- 1943:	SK Triton Ballerup København
- 1944:	SK Triton Ballerup København
- 1945:	Teknologisk Instituts IF København
- 1946:	SK Triton Ballerup København
- 1947:	SK Triton Ballerup København
- 1948:	SK Triton Ballerup København
- 1949:	SK Triton Ballerup København
- 1950:	SK Triton Ballerup København
- 1951:	SK Triton Ballerup København
- 1952:	SK Triton Ballerup København
- 1953:	SK Triton Ballerup København
- 1954:	IF Sparta København
- 1955:	SK Triton Ballerup København
- 1956:	SK Triton Ballerup København
- 1957:	SK Triton Ballerup København
- 1958:	SK Triton Ballerup København
- 1959:	SK Triton Ballerup København
- 1960:	SK Triton Ballerup København
- 1961:	GSF Hermes København
- 1962:	SK Triton Ballerup København
- 1963:	SK Triton Ballerup København
- 1964:	OSLF Odense
- 1965:	GSF Hermes København
- 1966:	OSLF Odense
- 1967:	GSF Hermes København
- 1968:	SK Triton Ballerup København
- 1969:	OSLF Odense
- 1970:	Frem Odense
- 1971:	GSF Hermes København
- 1972:	GSF Hermes København
- 1973:	 KSK Kolding Vandpolo
- 1974:	OSLF Odense
- 1975:	GSF Hermes København
- 1976:	GSF Hermes København
- 1977:	OSLF Odense
- 1978:	OSLF Odense
- 1979:	OSLF Odense
- 1980:	OSLF Odense
- 1981:	OSLF Odense
- 1982:	OSLF Odense
- 1983:	Esbjerg SK
- 1984:	OSLF Odense
- 1985:	Esbjerg SK
- 1986:	Esbjerg SK
- 1987:	Frem Odense
- 1988:	Frem Odense
- 1989:	Frem Odense
- 1990:	Frem Odense
- 1991:	Frem Odense
- 1992:	Frem Odense
- 1993:	Frem Odense
- 1994:	KVIK Kastrup
- 1995:	Frem Odense
- 1996:	Frem Odense
- 1997:	Frem Odense
- 1998:	Frem Odense
- 1999:	Frem Odense
- 2000:	Frem Odense
- 2001:	Frem Odense
- 2002:	Frem Odense
- 2003:	Frem Odense
- 2004:	Frem Odense
- 2005:	Frem Odense
- 2006:	Frem Odense
- 2007:	Frem Odense
- 2008:	Frem Odense
- 2009: Frem Odense
- 2010: Frem Odense
- 2011: Frem Odense
- 2012: SSK Slagelse
- 2013: SSK Slagelse
- 2014: SSK Slagelse
- 2015: SSK Slagelse
- 2016: Frem Odense
- 2017: Frem Odense
- 2018: SSK Slagelse/H2Odense
- 2019: Frem Odense
- 2020: KVIK/HSK København
- 2021: Tommerup SK
- 2022: KVIK Kastrup
- 2023: Frem Odense
- 2024: Tommerup SK

### Kvinder
- 1988: Poloteam (Lystrup IF/Århus 1900) Århus (uofficielle DM)
- 1989: Poloteam (Lystrup IF/Århus 1900) Århus (uofficielle DM)
- 1990:	SK GF Frem Odense (uofficielle DM)
- 1991:	Poloteam (Lystrup IF/Århus 1900) Århus
- 1992:	Poloteam (Lystrup IF/Århus 1900) Århus
- 1993:	Poloteam (Lystrup IF/Århus 1900) Århus
- 1994:	Poloteam (Lystrup IF/Århus 1900) Århus
- 1995:	OSLF Odense
- 1996:	OSLF Odense
- 1997:	OSLF Odense
- 1998:	OSLF Odense
- 1999:	OSLF Odense
- 2000:	???
- 2001:	Mix Chicks (KVIK/USG/Hermes) København
- 2002:	Mix Chicks (KVIK/USG/Hermes) København
- 2003:	Århus Studenternes Svømmeklub
- 2004:	Århus Studenternes Svømmeklub
- 2005:	Århus Studenternes Svømmeklub
- 2006:	Århus Studenternes Svømmeklub
- 2007:	Mix Chicks (KVIK/USG/Hermes) København
- 2008:	ikke spillet
- 2009: ikke spillet
- 2010: ikke spillet
- 2011: ikke spillet
- 2012: LIF Lystrup
- 2013: LIF Lystrup
- 2014: LIF Lystrup
- 2015: HSK Frederiksberg
- 2016: Fynsholdet (Tommerup/OSLF)
- 2017: HSK Frederiksberg
- 2018: HSK Frederiksberg
- 2019: KVIK/HSK København
- 2020: Tommerup SK
- 2021: Tommerup SK
- 2022: KVIK/Slagelse
- 2023: Tommerup SK